# La Cuenta
 (décembre 2015).
Si vous disposez d'ouvrages ou d'articles de référence ou si vous connaissez des sites web de qualité traitant du thème abordé ici, merci de compléter l'article en donnant les références utiles à sa vérifiabilité et en les liant à la section « Notes et références ».
Albums de Rohff
Zénith Classics
(2009) P.D.R.G.
(2013)
Singles
1. Animal (feat. Francisco)
Sortie : 16 juillet 2010
2. Dans ma werss
Sortie : 22 octobre 2010
3. Dans tes yeux
Sortie : 27 octobre 2010
4. Rien à prouver
Sortie : 3 décembre 2010
5. Fais doucement (feat. Zaho)
Sortie : 4 mars 2011
6. Thug Mariage (feat. Indila)
Sortie : 6 juillet 2011

La cuenta est le sixième album studio du rappeur français Rohff, sorti le 8 décembre 2010, quelques jours avant l'anniversaire du rappeur vitriot. Il fait suite à l'album Le code de l'horreur, sorti fin 2008, et se présente sous la forme d'un simple album et d'une version collector.
La pochette de La cuenta représente Rohff à l'image de la Black Card. Le titre de l'album signifie « l'addition » en espagnol. À sa sortie en physique, deux versions de l'album ont été proposées : une version « Infinity » (CD simple 18 titres) et une version "Platinum Collector" (CD simple 18 titres + CD Bonus 6 titres). La version "Platinum Collector" était en édition limitée tout comme la « Version Gold » du Code de l'horreur. L'album a été enregistré à Toulouse et mixé à Miami par Lu Diaz, l'ingénieur son de DJ Khaled et de Rick Ross au studio Circle House. Les artistes qui apparaissent en featuring sur l'album sont Wynter Gordon, Jena Lee, Nicky B., Indila, J-Mi Sissoko, Lumidee, Zaho, Karim Benzema, La Fouine et Francisco L. Correa. Contrairement à ce qui a été annoncé avant la sortie de l'album, TLF n'y apparaît pas.

## Promotion
Afin de promouvoir son album, Rohff sort deux clips vidéo : le premier est Dans ma werss, sur lequel il chante un couplet en Auto-Tune en disant « La France est coincée, trop limitée dans les mentalités, vous faites pas rêver… ». Le clip, réalisé par Wahib Chehata, est truffé d'effets spéciaux, ce qui lui a valu pas mal de critiques positives. Puis arrive le clip Rien à prouver, tourné à Vitry-sur-Seine, le quartier d'origine de Rohff, où il a eu un très bel accueil des vitriots. Quelques semaines plus tard, Rohff sort les clips des singles Dans tes yeux et Fais doucement, tous les deux tournés à Miami respectivement par Dam Koman et Wahib Chehata.

## Clips vidéos
- Dans ma werss [Clip Officiel]
- Rien à prouver [Clip Officiel]
- Dans tes yeux [Clip Officiel]
- Fais doucement (feat. Zaho) [Clip Officiel]
- Thug mariage (feat. Indila) [Clip Officiel]

## Liste des pistes
| 1.    | C'est comment ?                          | Gee Futuristic (de)  | 03:54 |
| 2.    | Rien à prouver                           | Gee Futuristic (de)  | 04:02 |
| 3.    | Next level (feat. Wynter Gordon)         | Wealstarr            | 03:40 |
| 4.    | On va le faire                           | Blastar              | 04:13 |
| 5.    | Tu pardonneras (feat. Jena Lee)          | X-Plosive            | 04:41 |
| 6.    | Qui veut ma peau ? (feat. Nicky B.)      | Gee Futuristic (de)  | 05:19 |
| 7.    | On fait le taf                           | Dawty Music          | 04:17 |
| 8.    | Thug mariage (feat. Indila)              | Carlito & Skalpovich | 05:13 |
| 9.    | Célibatard (feat. J-Mi Sissoko)          | Dawty Music          | 04:32 |
| 10.   | Loup 2 la classe                         | Dawty Music          | 04:41 |
| 11.   | La cuenta (feat. Lumidee)                | Dawty Music          | 03:50 |
| 12.   | Fais doucement (feat. Zaho)              | Dawty Music          | 03:55 |
| 13.   | Trafiquant 2 classic                     | Dawty Music          | 03:47 |
| 14.   | Dans ma werss                            | soFLY                | 03:48 |
| 15.   | Fais-moi la passe (feat. Karim Benzema)  | Architekt            | 04:10 |
| 16.   | On peut pas tout avoir (feat. La Fouine) | Gee Futuristic (de)  | 04:22 |
| 17.   | Les choses simples                       | Gee Futuristic (de)  | 04:03 |
| 18.   | Revers de la médaille                    | Dawty Music          | 05:00 |
| 77:33 |                                          |                      |       |

| CD Bonus "Edition Platinum Collector" | CD Bonus "Edition Platinum Collector" | CD Bonus "Edition Platinum Collector" | CD Bonus "Edition Platinum Collector" | CD Bonus "Edition Platinum Collector" | CD Bonus "Edition Platinum Collector" | CD Bonus "Edition Platinum Collector" | CD Bonus "Edition Platinum Collector" | CD Bonus "Edition Platinum Collector" | CD Bonus "Edition Platinum Collector" |
| No                                    | Titre                                 | Compositeur(s)                        | Durée                                 |                                       |                                       |                                       |                                       |                                       |                                       |
| ------------------------------------- | ------------------------------------- | ------------------------------------- | ------------------------------------- | ------------------------------------- | ------------------------------------- | ------------------------------------- | ------------------------------------- | ------------------------------------- | ------------------------------------- |
| 1.                                    | Rohffvolution                         | Architekt                             | 03:47                                 |                                       |                                       |                                       |                                       |                                       |                                       |
| 2.                                    | Machine de guerre                     | Wealstarr                             | 04:21                                 |                                       |                                       |                                       |                                       |                                       |                                       |
| 3.                                    | Anticonformiste                       | Big Nas                               | 04:18                                 |                                       |                                       |                                       |                                       |                                       |                                       |
| 4.                                    | Dans tes yeux                         | Trackdilla                            | 04:36                                 |                                       |                                       |                                       |                                       |                                       |                                       |
| 5.                                    | Dans ma werss (Version longue)        | soFLY                                 | 05:41                                 |                                       |                                       |                                       |                                       |                                       |                                       |
| 6.                                    | Animal (feat. Francisco L. Correa)    | DJ Abdel & Gee Futuristic (de)        | 03:52                                 |                                       |                                       |                                       |                                       |                                       |                                       |
| 26:38                                 |                                       |                                       |                                       |                                       |                                       |                                       |                                       |                                       |                                       |

## Samples
- Rien à prouver : Run This Town (Remix) de Lil Wayne
- On va le faire : We can make it baby de The Originals
- Les choses simples : Vaseegara d'Harris Jayaraj

## Réception

### Ventes
L'album s'est vendu pour sa première semaine d'exploitation à 27.677 exemplaires
La Cuenta se vendra a plus de 70 000 exemplaires et sera certifié disque d'or à la fin de 2011.

### Critiques
- Rap Mag : « Encore une fois Rohff ose prendre des risques, notamment au niveau des prods. » « Son flow toujours aussi agressif s'adapte parfaitement à ses prises de risques musicales et s'en voit même quelque peu adoucit » « On est encore une fois en face d'un très bon album qui possède en lui tous les ingrédients pour connaitre le succès. ».
- Urban Tribune : « Coté lyrics, Rohff conserve son ego et son flow » « Un album équilibré, fort de punchlines, de prods actuelles et d'un Rohff qui n'en fait qu'à la tête de son ego. ».

## Classements
| Classement                   | Meilleure position |
| ---------------------------- | ------------------ |
| Belgique (Wallonie Ultratop) | 53                 |
| France (SNEP)                | 11                 |
| Suisse (Schweizer Hitparade) | 92                 |